# Bálványos
Bálványos é um município da Hungria, situado no condado de Somogy. Tem 23,69 km² de área e sua população em 2019 foi estimada em 541 habitantes.